# Dolichocephala guangdongensis
Dolichocephala guangdongensis är en tvåvingeart som beskrevs av Yang, Grootaert och Horvat 2004. Dolichocephala guangdongensis ingår i släktet Dolichocephala och familjen dansflugor. Inga underarter finns listade i Catalogue of Life.